# Linéale
 (octobre 2014).

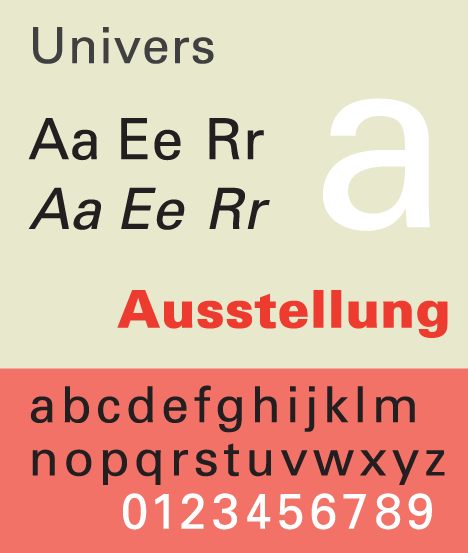
Les linéales sont très lisibles tout en rejetant les empattements. Ici, un échantillon de la police de caractères Univers.

La famille typographique des linéales (selon la classification Vox-Atypi), ou « grotesques » selon la terminologie allemande, se caractérise par l'absence d'empattement (en anglais « sans serif »). Elle s'est développée après la Première Guerre mondiale dans un contexte de banalisation des imprimés publicitaires (affiches, catalogues), et de recherche du Bauhaus au début des années 1920, les travaux des artistes du Bauhaus bannissent tout esthétisme et tendent vers le fonctionnalisme, mélangeant architecture et typographie qu'ils traitèrent de la même manière en adoptant des modèles qui leur semblaient dénués de caractéristiques culturelles.

## Historique
Les linéales sont une famille apparue au XIXe siècle. On les surnomme aussi « Grotesques ». Elles sont issues de la tradition des affiches, des enseignes. Ce sont des catégories contemporaines. Malgré des connotations modernes, leurs origines sont nettement classiques. Cette proto-linéale, en tant que caractère de titrage, ne comprend alors que des capitales. On peut toutefois signaler des manifestations de linéales, notamment dans des marques de fabrique, dès le XVIIIe siècle.
Au cours du XIXe siècle, la capitale sans empattement devint le signe distinctif d'un nouveau vocabulaire graphique de titrage. Les formes sobres adoptées par cette famille devinrent symboliques de l'abandon des références historiques. Elles proviennent des écritures grecques et latines et leur apparition dans l'histoire correspond à la redécouverte de l'antiquité grecque, en effet la gravure lapidaire en appelait à cette catégorie de lettres en capitales. L'évolution de la lithographie en augmenta encore l'utilisation par la facilité des affichistes à dessiner des caractères qu'ils croyaient simples.
Cette famille a été plusieurs fois étoffée par différents designers tels que Morris Fuller Benton qui créa deux polices célèbres appartenant à cette famille : le Franklin Gothic (en 1980 pour sa version ITC) et le News Gothic. Jonathan Hoefler, pour sa part, a réuni sous le nom de « Champion » un groupe très complet de chasses et de graisses, puis une famille encore plus vaste baptisée Knockout.

## Description
La famille des « linéales » était à la base employée pour les affiches publicitaires et n'existait qu'en capitale. Les polices issues de cette famille ont pour caractéristique principale la sobriété : elles étaient directes et simples.
La police Franklin Gothic pour sa part dispose d'une palette variée de chasse et de graisse. Elle révèle un grand dynamisme lorsqu'elle est appliquée à un style de typographie de titrage plutôt radical et asymétrique.
En ce qui concerne les familles de polices telles que la Knockout, elles sont inspirées des lettres en bois utilisées en imprimerie dans les années 1900. Même si elles sont très différentes dans leur forme et leur construction, elles vont bien ensemble du fait de leur origine et de leur contexte commun.
Les linéales, à l'image des mécanes (aussi nommées égyptiennes) combinent lisibilité et intérêt visuel ce qui permet de les adapter à toutes sortes d'applications telles que les signalisations internationales ou la typographie de grand tirage (nous pouvons retrouver l'Akzidenz-Grotesk à l'antenne de M6 pour certains génériques ou encore dans les panneaux de signalisation new-yorkais). Ce sont des polices qui fonctionnent très bien à grande échelle mais aussi pour le texte.
Cependant certaines des plus anciennes versions de cette famille possèdent un œil un peu plus bas ce qui les rend moins économiques à faible corps.
Cette famille possède différents noms selon les pays. Par exemple dans les pays anglo-saxons elle est appelée « gothic » tandis que dans les pays germanophones elle porte le nom de « grotesk ».
Les alphabets découlant de la famille grotesque sont caractérisés par des effets de pleins et de déliés assez sensibles dans les bas de casse. Les capitales sont construites sur une chasse régulière.
Ces caractères sont empreints à la fois d'une volonté moderniste de module et de rigueur et d'une patte individuée et artisanale qui séduiront le graphisme suisse humaniste et industriel des années 1960.

## Polices de caractères
Appartiennent à la vaste catégorie des linéales :
- l'Helvetica (Stempel, 1961), très répandu ;
- l'Akzidenz-Grotesk, produite en 1896 par la Berthold Foundry ;
- la famille Antique Olive (Roger Excoffon, années 1950-1960, selon les graisses) ;
- l'Arial, une des polices les plus utilisées aujourd'hui en bureautique ;
- la Knockout créée en 1994 par Jonathan Hoefler (comporte 32 linéales organisées selon leur graisse en sept séries de cinq polices, chacune comportant plusieurs chasses) ;
- l'Univers, mise au point par Adrian Frutiger pour les machines à écrire de marque IBM ;
- la Futura, de Paul Renner (1927), un pur produit du Bauhaus : même destin que le Peignot ;
- la Franklin Gothic, créée par Morris Fuller Benton en 1902. Elle a été baptisée ainsi d'après Benjamin Franklin ;
- la Gill Sans, gravé par l'Anglais Eric Gill à la fin des années 1920, popularisé entre autres par le « Bescherelle » ;
- la Broadway, une police utilisée pour les affiches de spectacle ;
- la Peignot, gravé par Cassandre en 1930 pour Deberny & Peignot ;
- la DejaVu sans qui appartient à la famille DejaVu et contient une large collection de caractères Unicode.